# Kocica (skała)

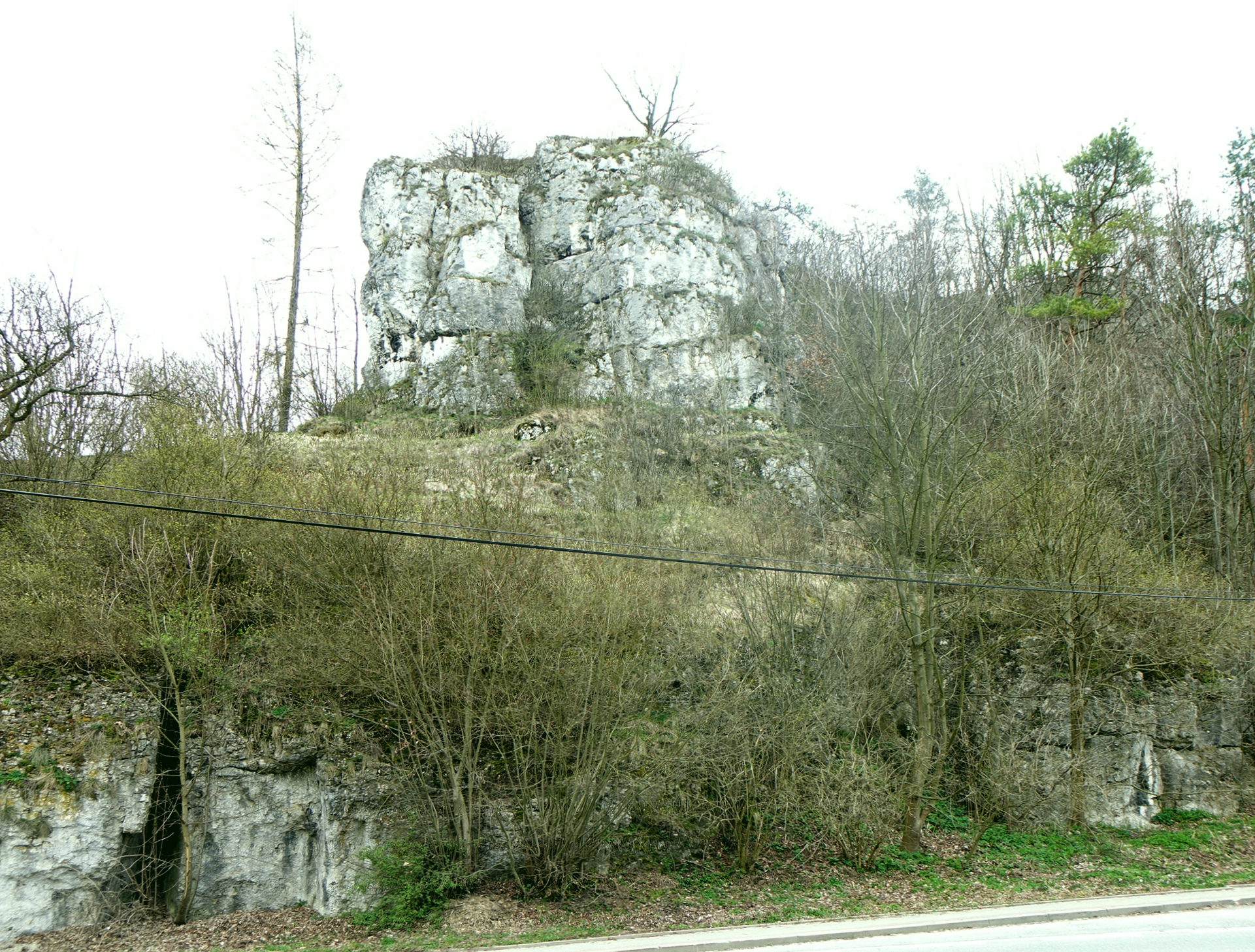

Kocica – skała na Wyżynie Olkuskiej (część Wyżyny Krakowsko-Częstochowskiej), w miejscowości Sułoszowa w województwie małopolskim, w powiecie krakowskim, w gminie Sułoszowa. Skała znajduje się w orograficznie lewym zboczu Doliny Prądnika, naprzeciwko wylotu wąwozu Babie Doły.
Kocica wznosi się na stromym zboczu tuż nad chodnikiem drogi wojewódzkiej nr 773 (odcinek z Sułoszowej do Skały) oraz nad stawem położonym u jej północno-zachodniej podstawy. Jak wszystkie skały w tej okolicy, Kołowrocie zbudowane jest z odpornych na wietrzenie wapieni skalistych. Na jej szczycie archeolodzy odkryli resztki grodziska (Grodzisko na wzgórzu Kocica).